# Коппабелла
Коппабелла (англ. Coppabella) — небольшой город, находящийся в районе Айзак, восточный Квинсленд, Австралия. Население — 466 человек (2016).

## География
Коппабелла находится в восточной части Квинсленда, в районе Айзак. Расстояние до Моранбы (центра района) составляет 48 км.

## Демография
По данным переписи населения 2016 года, в Коппабелле проживало 466 человек. Из них 67,8 % были мужчины, а 32,2 % — женщины. Средний возраст населения составил 38 лет. 46,9 % жителей Коппабеллы родились в Австралии.